# Egyptens sjätte dynasti
Egyptens sjätte dynasti varade omkring 2323–2152 f.Kr. Dynastin räknas till det Gamla riket i historieskrivningen av det forntida Egypten. Den kanske mest välkände av den sjätte dynastins faraoner var Pepi II som uppges ha haft en exceptionellt lång regeringstid på 94 år. Faraonerna av den sjätte dynastin uppförde sina pyramider i Sakkara.
Provinsernas betydelse växte och flera stormannagravar uppfördes långt från de kungliga begravningsplatserna, till skillnad från tidigare. I sina gravar omtalade stormännen gärna sina egna bedrifter. Konflikterna med Egyptens grannfolk ökade under dynastin.
| Födelsenamn   | Tronnamn    | Regeringstid (låg kronologi) |
| ------------- | ----------- | ---------------------------- |
| Teti          | Seheteptawy | 2323–2291 f.Kr.              |
| Userkara      | ?           | 2291–2289 f.Kr.              |
| Pepi I        | Meryra      | 2289–2255 f.Kr.              |
| Nemtiemsaf I  | Merenra I   | 2255–2246 f.Kr.              |
| Pepi II       | Neferkara   | 2246–2152 f.Kr.              |
| Nemtiemsaf II | Merenra II  | 2152–2150 f.Kr.              |